# Mountain man

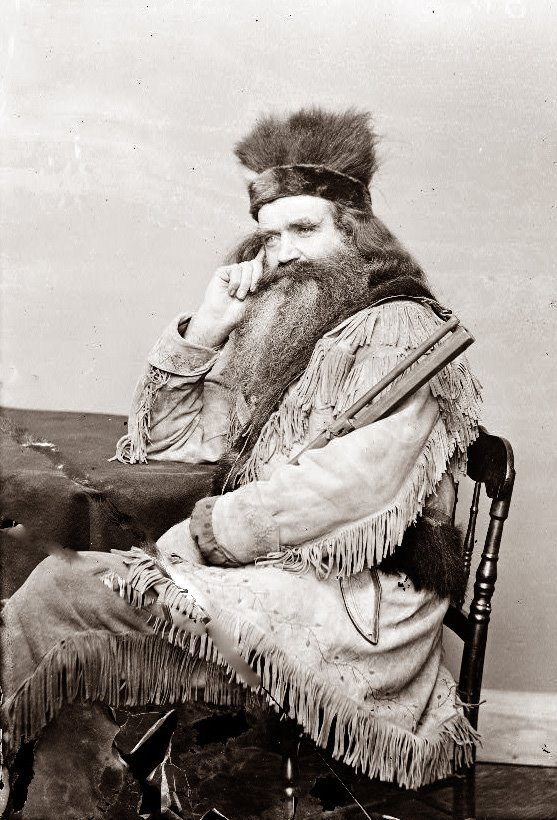
Seth Kinman, cazador y trampero, en 1864.

Un hombre de montaña (del inglés: mountain man), principalmente en el siglo XIX en Estados Unidos, era un cazador, trampero y explorador que vivía en las zonas vírgenes. Los hombres de montaña fueron muy comunes en las Montañas Rocosas de América del Norte a partir de 1810 y hasta la década de 1880 (con un pico de población en la década de 1840). Aproximadamente 3000 hombres de montaña recorrieron las montañas entre 1820 y 1840, el período de máxima recolección de pieles de castor. Si bien había muchos tramperos libres, la mayoría de los hombres de montaña eran empleados de las principales compañías del comercio de pieles. La vida de un hombre de compañía estaba casi militarizada. Los hombres tenían grupos desordenados, cazaban y trampeaban en brigadas y siempre informaban al jefe de la partida trampera, el «boosway», una bastardización del término francés bourgeoisie. Era el líder de la brigada y también el comerciante jefe.
Jugaron un papel decisivo en la apertura de las distintas rutas del Emigrante (luego ensanchadas hasta ser caminos carreteros) permitiendo que los estadounidenses del este fuesen a establecerse a los nuevos territorios del Lejano oeste con caravanas de carretas organizadas que viajaron por los caminos explorados y, en muchos casos, mejorados físicamente por esos hombres de montaña y las grandes compañías del comercio de pieles, senderos que originalmente sirvieron para las recuas de mulas que llevaban suministros y transportaban las pieles en el comercio por el interior continental cuando no se hacía a través de los ríos.
Esos hombres surgieron en medio de una expansión geográfica y económica natural impulsada por las ganancias lucrativas que propiciaba el comercio de pieles en Norteamérica. Ese comercio fue conocido a raíz de las distintas narraciones publicadas en 1806 a 1807 sobre la expedición de Lewis y Clark (1803-1806), y que condujo a que las Rocosas y el futuro territorio de Oregón (de propiedad disputada) floreciesen económicamente durante más de tres décadas. Al firmarse dos nuevos tratados internacionales, a principios de 1846 y principios de 1848, que establecieron oficialmente que los nuevos territorios de la costa occidental pertenecían a los Estados Unidos y que estimularon la emigración, los días de los hombres de montaña que se ganaban bien la vida trampeando pieles habían ya casi terminado. Eso fue en parte debido a que la industria de la piel estaba decayendo por los cambios en la moda que redujeron la demanda y también por las sobrecapturas. Con el auge del comercio de la seda y el rápido colapso del comercio de la piel del castor norteamericano a fines de la década de 1830-década de 1840, muchos de los hombres de montaña aceptaron puestos de trabajo como guías del Ejército, guías de caravanas y de los colonos que atravesaban las tierras que ellos habían ayudado a abrir. Otros, como William Sublette, abrieron fuertes-puestos comerciales a lo largo de la ruta de Oregón para dar servicio al comercio de la piel remanente y a los colonos que se dirigían hacia el Oeste.

## Historia

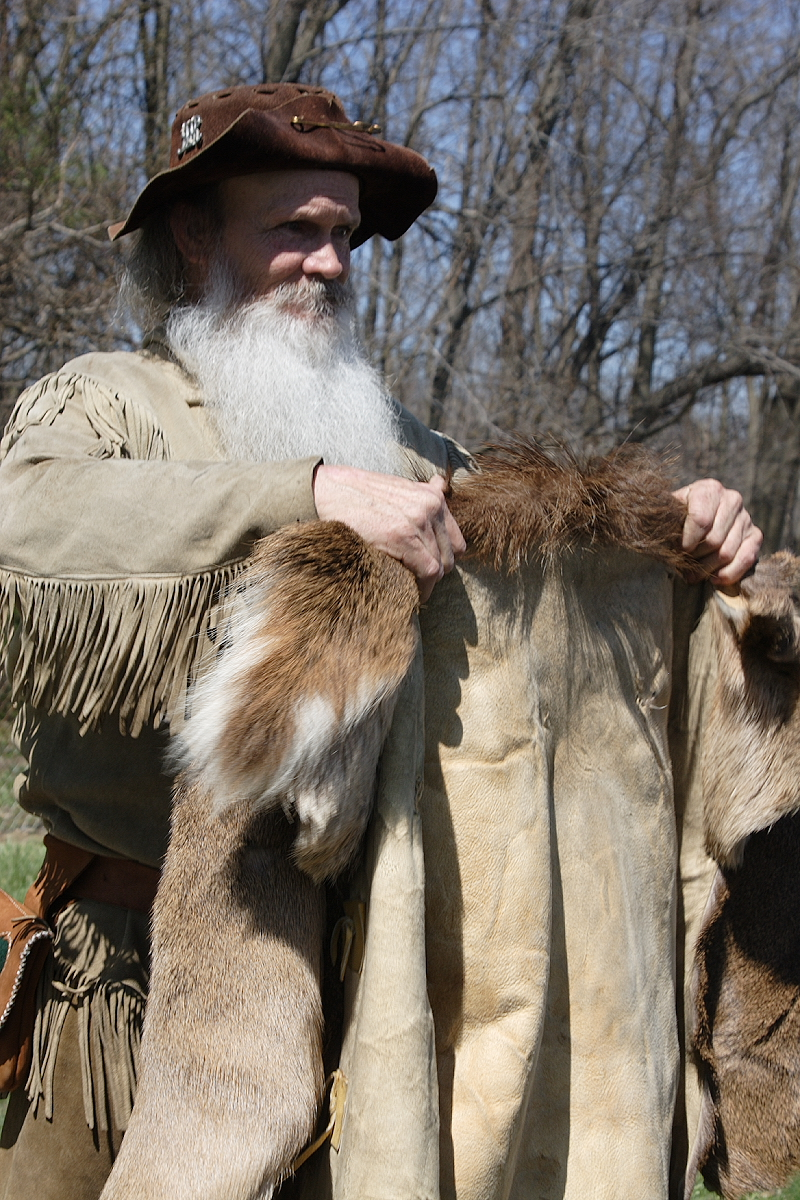
Recreación histórica de un mountain man vestido con buckskins.

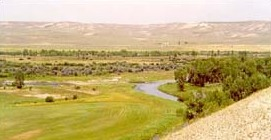
El Upper Green River Rendez vous Site, donde se celebraron varios de los rendez vous.

Después de una corta vida, la estadounidense Pacific Fur Company vendió en octubre de 1813 su puesto en Fort Astoria (actual Astoria, Oregón), un puesto de avanzada en la costa del Pacífico, a la Compañía del Noroeste (North West Company o NWC), una compañía peletera británica rival, pasando los británicos a controlar todo el comercio de pieles en el noroeste del Pacífico. Ese control siguió siendo ejercido después de la fusión de la NWC con la Compañía de la Bahía de Hudson (Hudson Bay Company o HBC) en 1821. Para evitar la competencia de los comerciantes de pieles estadounidenses, las empresas británicas adoptaron una política de destrucción de los recursos de piel al oeste de las Montañas Rocosas, en especial en las regiones superiores del río Snake, que fue rápidamente trampeado por ellos. Esto detuvo la expansión estadounidense en la región. Después de 1825 pocos tramperos americanos trabajaron al oeste de las Montañas Rocosas, y los pocos que lo hicieron, en general, no lograron que fuese rentable. Según el historiador Richard Mackie, esa política de la Compañía de la Bahía de Hudson obligó a los tramperos estadounidenses a permanecer en las Montañas Rocosas, lo que dio origen al término «hombres de montaña» (mountain men).
Donald Mackenzie, un comerciante de pieles escocés al servicio de la NWC había celebrado un rendezvous de tramperos (encuentro) en el valle del río Boise, en 1819. Un sistema similar de rendezvous fue más tarde instaurado por William Henry Ashley, dueño de la estadounidense Rocky Mountain Fur Company, a partir de 1825, cuyos representantes transportaban suministros a lugares predeterminados de las montañas en la primavera, participando en el comercio con los tramperos, y llevando en el otoño las pieles de regreso a las comunidades de los ríos Misuri  y Misisipí. Ashley vendió en 1828 su negocio al equipo de Jackson y Sublette, aunque continuó obteniendo ingresos vendiendo a esa compañía sus suministros. Este sistema de rendezvous con tramperos continuó cuando otras compañías, en particular la American Fur Company, propiedad de John Jacob Astor, entraron en el negocio.
El rendezvous anual fue a menudo (1833 y 1835 a 1840) en Horse Creek, en el río Green, en un lugar llamado Daniel (Wyoming), cerca de la actual Pinedale (Wyoming), un sitio ahora protegido como Upper Green River Rendezvous Site. A mediados de la década de 1830, atraía a entre 450 a 500 hombres al año, prácticamente a todos los tramperos estadounidenses y los comerciantes que trabajan en las Montañas Rocosas, así como a numerosos nativos americanos. A finales de la década de 1830, la británica Compañía de la Bahía de Hudson (HBC), con sede en Canadá, instituyó una política agresiva con el fin de acabar con la competencia del comercio de pieles estadounidense. La expedición anual de la HBC al río Snake se transformó en una compañía comercial y a partir de 1834, sus hombres asistían al rendezvous estadounidense para comprar pieles a precios bajos. La HBC fue capaz de ofrecer productos manufacturados para comerciar a precios muy por debajo de los que las compañías estadounidenses podían ofrecer. Combinado con una disminución de la demanda y de las poblaciones de castor, hacia 1840 la HBC había destruido con eficacia el sistema estadounidense. El último rendezvous tuvo lugar en 1840. Durante esos mismos años, la moda en Europa se alejó de los anteriormente populares sombreros de castor; al mismo tiempo, el animal se había convertido en sobrecapturado. Después de lograr el monopolio estadounidense en 1830, Astor salió del negocio de las pieles antes de su declive.
En 1841 la American Fur Company y la Rocky Mountain Fur Company estaban en la ruina. Hacia 1846 solo unos 50 tramperos estadounidenses trabajaban todavía en la región del río Snake, en comparación con los 500 o 600 en 1826. Poco después de la victoria estratégica de la HBC, la ruta del río Snake fue utilizada por los emigrantes como la ruta de Oregón, lo que llevó una nueva forma de competencia. Los antiguos cazadores ganaban más dinero y más fácilmente como guías y cazadores de las partidas de emigrantes.
Un segundo centro de comercio de pieles y de trampeo creció en Taos, en lo que hoy es Nuevo México. Este comercio atrajo a numerosos francoestadounidenses desde la Luisiana y a algunos tramperos francocanadienses, además de a los angloamericanos. Algunos nuevos residentes mexicanos también se dedicaron al comercio del castor, ya que como ciudadanos mexicanos inicialmente tenían algunas ventajas legales. Los tramperos y comerciantes en el suroeste cubrían un territorio que era generalmente inaccesible para las grandes empresas de la piel. Incluía partes de los actuales estados de Nuevo México, Nevada, California y el centro y el sur de Utah. Después de la disminución de castores y del propio comercio de pieles, algunos emigrantes al Oeste comenzaron a utilizar la ruta Mormón, y de nuevo los antiguos tramperos encontraron trabajo como guías y cazadores para las partidas de viajeros.
Al firmarse dos nuevos tratados internacionales, a principios de 1846 y principios de 1848, que establecieron oficialmente que los nuevos territorios de la costa occidental pertenecían a los Estados Unidos y que estimularon la emigración, los días de los hombres de montaña que se ganaban bien la vida trampeando pieles habían ya casi terminado. Eso fue en parte debido a que la industria de la piel estaba decayendo por los cambios en la moda que redujeron la demanda y también por las sobrecapturas. Con el auge del comercio de la seda y el rápido colapso del comercio de la piel del castor norteamericano a finales de la década de 1830 y ya en la década de 1840, muchos de los hombres de montaña aceptaron puestos de trabajo como guías del Ejército, guías de caravanas y de los colonos que atravesaban las tierras que ellos habían ayudado a abrir. Otros, como William Sublette, abrieron fuertes-puestos comerciales a lo largo de la ruta de Oregón para dar servicio al comercio de la piel remanente y a los colonos que se dirigían hacia el Oeste.
Por casualidad, en el momento en que el comercio de la piel comenzó a derrumbarse en la década de 1840, muchos senderos que ya se habían explorado se convirtieron en caminos de herradura fiables, mejorados gradualmente hasta llegar a ser caminos capaces para el transporte de mercancías en carromatos, y eso permitió a los hombres de montaña que pudiesen contratarse como guías y exploradores, tanto del Ejército, como guías de caravanas y de los colonos que atravesaban las tierras que ellos habían ayudado a abrir. Al mismo tiempo, el gran empuje al Oeste a lo largo de la ruta de Oregón, de reciente apertura, comenzó con un hilo de colonos en 1841, luego un flujo constante en 1844–1846, y finalmente se convirtió en una riada cuando la migración mormona, altamente organizada, explotó el camino hacia el Gran Lago Salado descubierto por el hombre de montaña Jim Bridger en 1847-1848. La migración de nuevo iba a explotar en 1849 con los "The Forty-Niners" en respuesta al descubrimiento de oro en California en 1848. la doctrina del Destino Manifiesto había recibido un poderoso impulso en la primavera y el verano de 1846 con los tratados internacionales que dieron la propiedad de los territorios de la costa del Pacífico y el territorio de Oregón a los Estados Unidos.

## Modo de vida

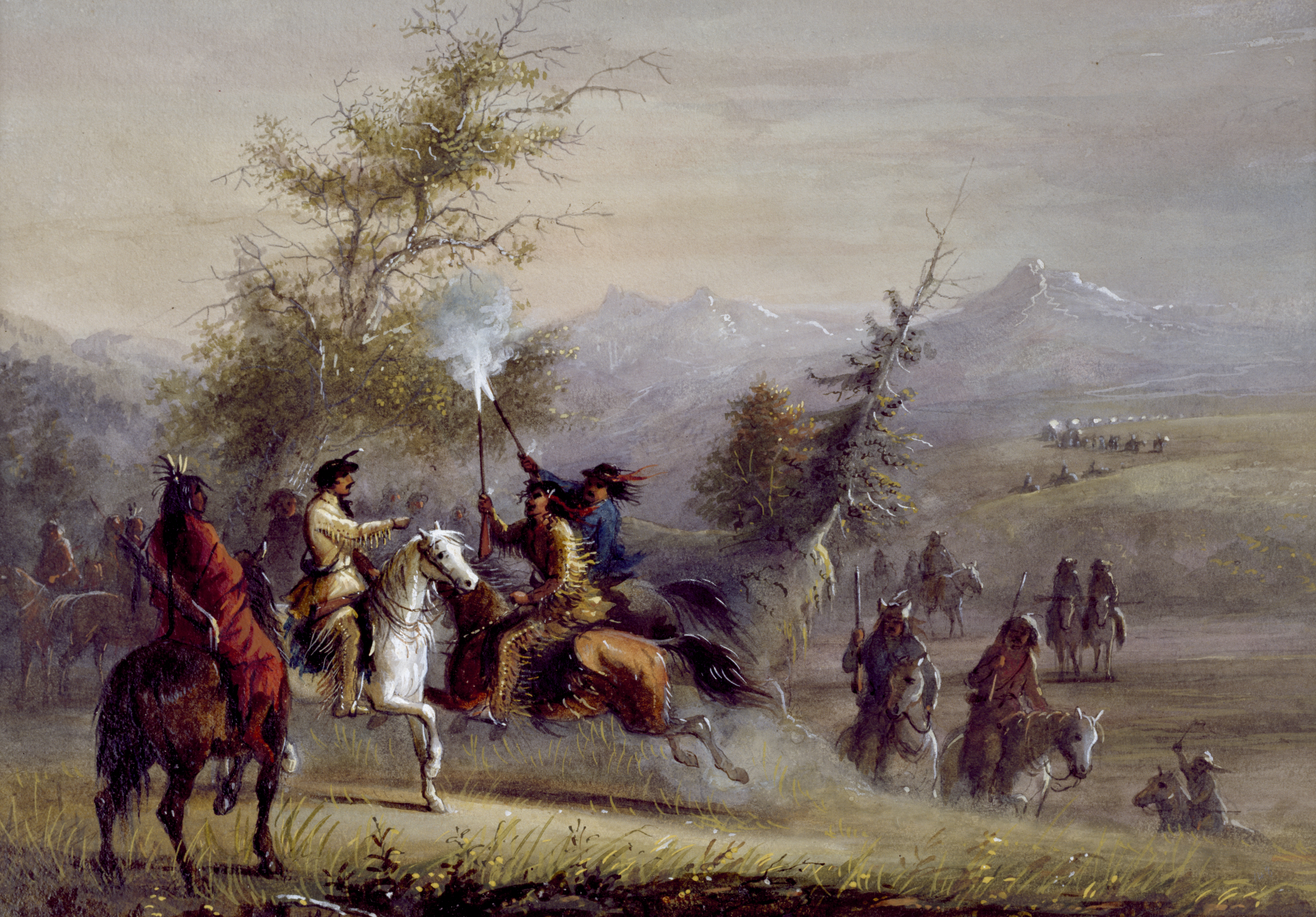
The Greeting, de Alfred Jacob Miller.

Los hombres de montaña eran étnica, social y religiosamente diversos, no encajando en ningún estereotipo. Mientras que ellos se consideraban independientes estaban, de hecho, económicamente en manos de las grandes compañías del comercio de pieles que celebraban ferias anuales para que los hombres de montaña vendieran sus productos conocidos como rendezvous de tramperos. La mayoría nacieron en Canadá, Estados Unidos, o en los territorios mexicanos gobernados por los españoles, aunque algunos inmigrantes europeos también se movieron al oeste en busca de oportunidades financieras. Los franceses y británicos tenían compañías dedicadas al comercio de pieles activas en Canadá desde hacía bastante tiempo. Como cualquier emprendedor, los hombres de montaña fueron motivados principalmente por las ganancias, comerciando con los amerindios y trampeando ellos mismos castores y otras pieles y vendiendo luego las pieles, aunque algunos pocos estaban más interesados en explorar el Oeste y negociaron exclusivamente para sufragar su pasión. Por ello, la mayoría fueron en parte comerciantes, en parte exploradores, tramperos, carreteros y colonos, algunos agricultores o contratados ocasionalmente (por el ejército) como exploradores; la mayoría sobrevivió por tener buenas relaciones con una o más tribus nativas, siendo multilingües por necesidad. Vivían con bastante frecuencia una parte del año (principalmente los inviernos) con los amerindios y, a menudo, tomaron para sí mujeres indias en el curso normal de los eventos.
El estereotipo de hombre de montaña ha sido representado como un hombre vestido con piel de ante (buckskin) y un gorro de piel de mapache (coonskin cap), luciendo una barba tupida y llevando un fusil Hawken y un cuchillo Bowie, comúnmente conocido como cuchillo de escalpar ( "scalpin' knife"). Han sido idealizados como hombres honorables con su propio código caballeresco, solitarios que ayudaban a los necesitados, pero que habían encontrado su hogar en las tierras salvajes y vírgenes.
La mayoría de tramperos viajaban y trabajaban en compañías. Su vestimenta típica combinaba gorros de lana y mantas con útiles pantalones de cuero de estilo indio y camisas. A menudo llevaban mocasines, pero por lo general portaban un par de pesadas botas para los terrenos difíciles. Cada hombre de montaña también llevaba un equipo básico, que podía incluir armas, cuernos de pólvora y una bolsa de perdigones, cuchillos y hachas, cantimploras, utensilios de cocina, y suministros de tabaco, café, sal y pemmican (carne seca). Los artículos (otros además de los suministros para disparar) que debían estar "a mano" se llevaban en una bolsa de "útiles". Los caballos o mulas eran esenciales, al menos una montura por cada hombre y por lo menos otra extra para llevar los suministros y las pieles.
En verano, los hombres de montaña buscaban animales de peletería, pero esperaban hasta el otoño para establecer sus líneas de trampas. A veces trabajaban en grupos: varios hombres colocaban las trampas, otros cazaban y uno quedaba en el campamento protegiéndolo y como cocinero. Dado que siempre había indios en las zonas donde trampeaban, tuvieron que hacer frente a cada tribu o banda por separado. Algunas tribus eran amables, mientras que otras eran hostiles. Los hombres de montaña comerciaban con las tribus amistosas e intercambiaban información. Las tribus hostiles se evitaban cuando era posible.
La vida de un hombre de montaña era dura. Cuando exploraban áreas no cartografiadas, la fauna salvaje, las tribus hostiles y las enfermedades eran constantes peligros físicos. Con el fin de seguir con vida, los hombres necesitaban agudos sentidos y un buen conocimiento de las hierbas medicinales. En verano podían pescar, construir refugios, y cazar por comida y pieles. Los inviernos podían ser brutales, con fuertes tormentas de nieve o temperaturas extremadamente bajas. Muchos hombres no duraron más de varios años en las zonas vírgenes.
Con la excepción del café, sus suministros de alimentos por lo general duplicaban la dieta de las tribus nativas en las áreas donde estaban trampeando. Carne fresca, aves y pescado estaban generalmente disponibles. Algunos alimentos de origen vegetal, tales como frutas y bayas, eran también fáciles de recolectar. Negociaban con las tribus por alimentos preparados, como raíces procesadas, carne seca y pemmican. En tiempos de crisis y de mal tiempo, los hombres de montaña fueron conocidos por matar y comerse sus propios caballos y mulas.

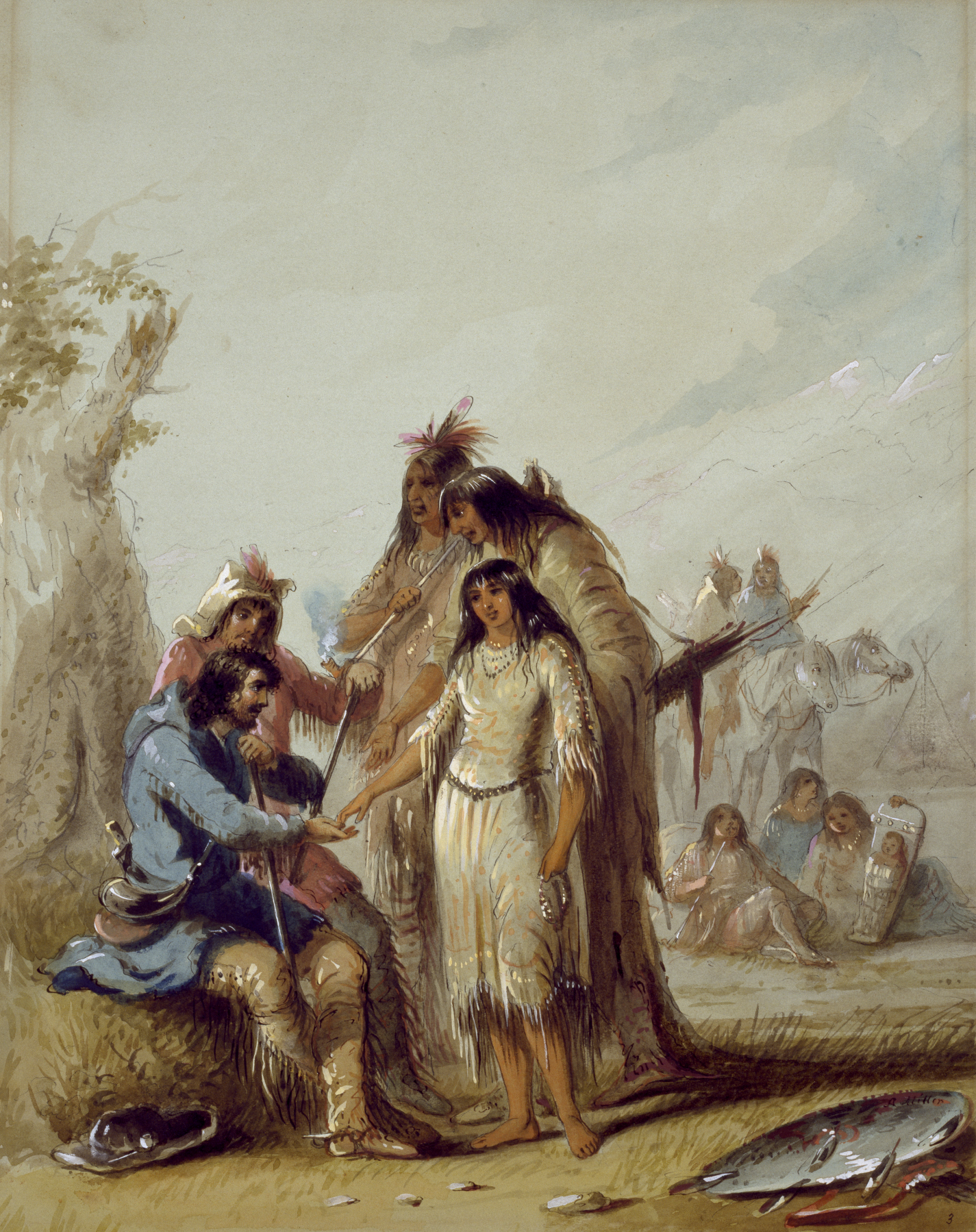
The Trapper's Bride muestra a un trampero, François, pagando $600 en mercancías por una india para que fuese su mujer, ca. 1837, de Alfred Jacob Miller.

### Tramperos libres
Un trampero libre era un hombre de montaña que, en términos actuales, se llamaría un agente libre. Era independiente e intercambiaba sus pieles con quien le proporcionaba el mejor precio. Esto contrastaba con el "hombre de compañía", por lo general en deuda con una compañía de pieles por el costo de su equipo, que intercambiaba solo con ellos (y que estaba a menudo bajo el mando directo de los representantes de la compañía). Algunos hombres de compañía que pagaron sus deudas pudieron convertirse después en comerciantes libres con las ganancias obtenidas. Podían incluso vender a su anterior compañía, cuando el precio era agradable/conveniente.

### Recreación histórica
La recreación histórica del vestido y el estilo de vida de un hombre de montaña, a veces conocido como buckskinning, permite a las personas recrear los aspectos de este período histórico. Los actuales Rocky Mountain Rendezvous y otros eventos recreados son ocasiones tanto históricamente orientadas como sociales. Actualmente, algunos hombres optan por un estilo de vida similar al de los históricos hombres de montaña y viven y se mueven en las montañas del Oeste o en los pantanos del sur de Estados Unidos.

## Figuras notables

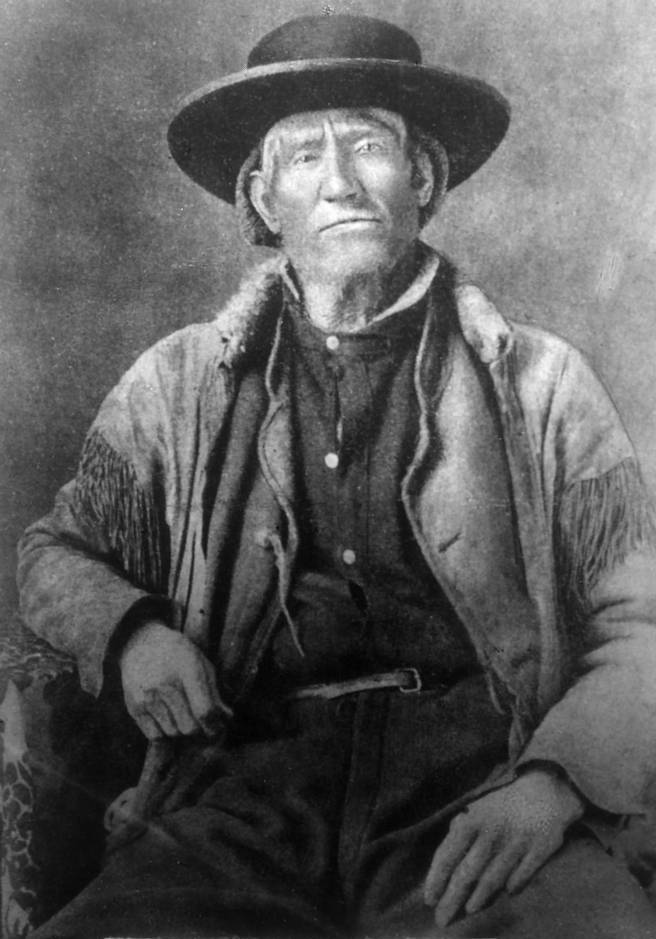
Jim Bridger.

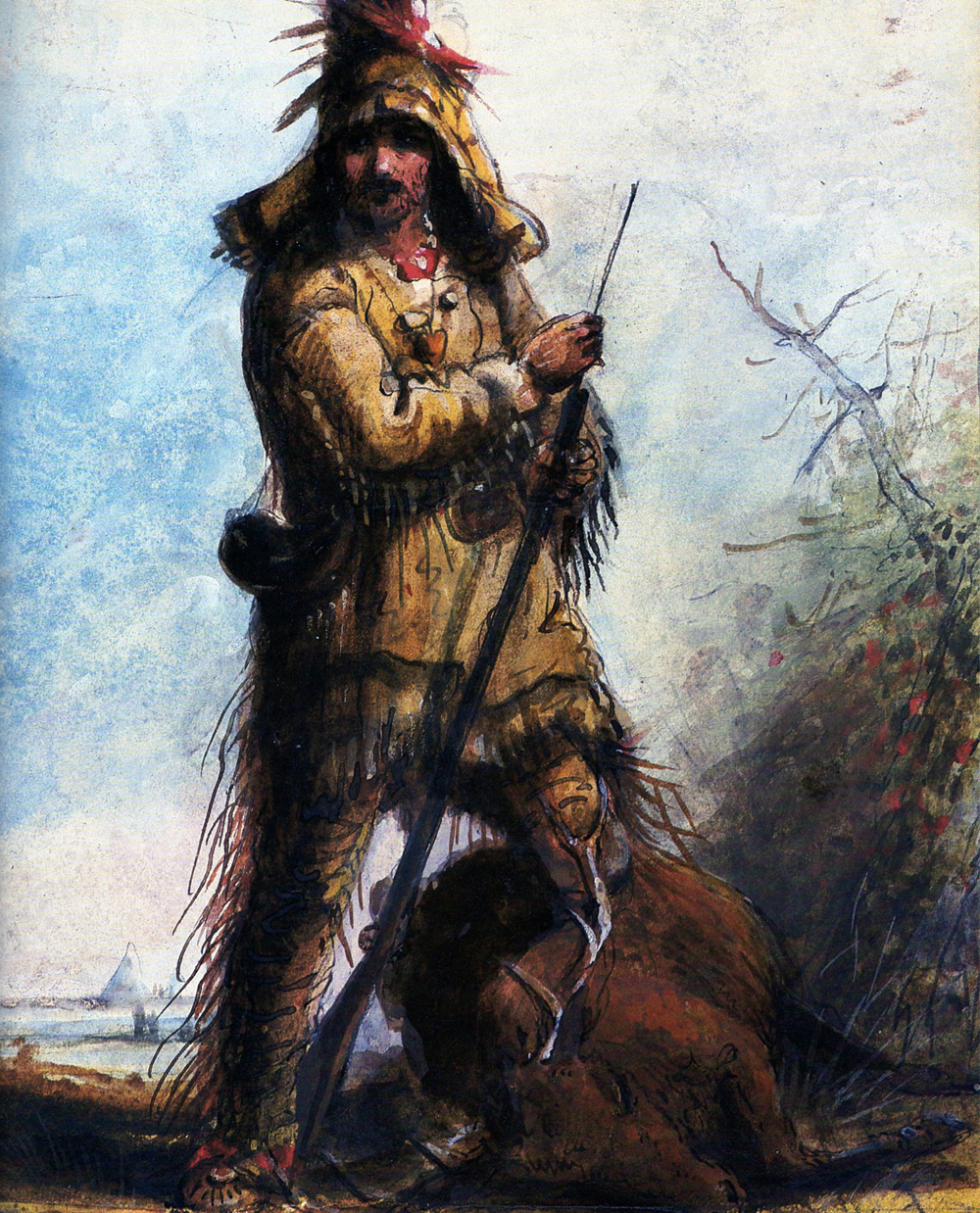
Trampero de las montañas Rocosas (supuestamente) William "Old Bill" Williams.

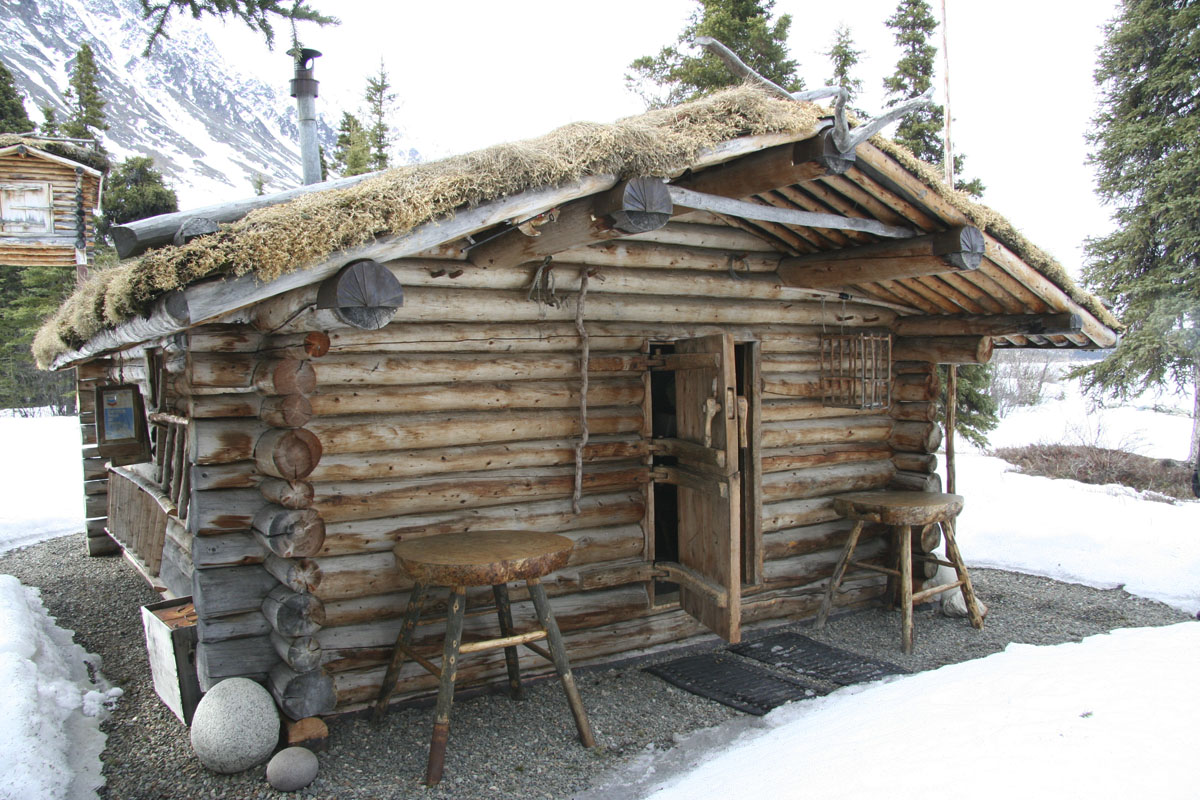
Cabaña de Proenneke en Twin Lakes Alaska.

- Jim Beckwourth (1800–1866), nacido en la esclavitud de un hombre blanco y su esclava negra, llegó a Misuri con sus padres y fue liberado por su padre. Comenzó a trabajar con la expedición de Ashley, firmado con Rocky Mountain Fur Company, y se convirtió en un conocido hombre de montaña. Vivió con los crow durante años y se convirtió en un jefe guerrero. Fue el único afroamericano en el Oeste que consiguió que la historia de su vida fuese publicada (1856[6]). Tiene acreditado el descubrimiento del paso Beckwourth en la Sierra Nevada en 1850, y mejoró un camino de los nativos americanos para crear lo que se conoce como ruta Beckwourth (Beckwourth Trail) a través de las montañas hasta Marysville, California.

- Jim Bridger (1804–1881) llegó al Oeste en 1822, a los 17 años, como miembro de los Cien de Ashley para explorar la cuenca del Alto Misuri. Fue uno de los primeros no nativos que vio los géiseres y otras maravillas naturales de la región de Yellowstone. También es considerado uno de los primeros hombres de ascendencia europea, junto con Étienne Provost, que alcanzó el Gran Lago Salado. Debido a su salinidad, primero pensó que era un brazo del océano Pacífico. En 1830, Bridger compró acciones en la Rocky Mountain Fur Company. Estableció Fort Bridger en el suroeste de Wyoming. También está acreditado que era bastante fantasioso en sus relatos.

- Kit Carson (1809–1868) alcanzó notoriedad por sus hazañas posteriores, pero comenzó su carrera y ganó cierto reconocimiento como trampero. Carson exploró el oeste hasta California, y al norte a través de las Montañas Rocosas. Vivió entre, y se casó, en las tribus arapaho y cheyenne. Fue contratado por John C. Fremont como guía, y dirigió pioneros a través de la mayor parte de California, Oregón y la zona de la Gran Cuenca. Alcanzó fama nacional a través de Fremont. Las historias de su vida como un hombre de montaña lo convirtieron en un figura heroica de la frontera: el hombre de montaña prototípico de su tiempo.[7]

- John Colter (1774–1812), uno de los primeros hombres de montaña, fue miembro de la expedición de Lewis y Clark. Más tarde se convirtió en el primer europeo en entrar en el actual parque nacional de Yellowstone y ver Jackson Hole y la cordillera Teton. Su descripción de la actividad geotérmica pareció tan escandalosa a algunos que la zona fue referida burlonamente como el Infierno de Colter (Colter's Hell). Salvado por los pelos tras ser capturado por los pies negros, dejándolo desnudo y solo en tierras vírgenes, su periplo convirtió en una leyenda conocida como "Colter's Run" [La fuga de Colter].

- George Drouillard (1774/75?–1810). Cazador, intérprete y hablante por signos en la expedición de Lewis y Clark. A menudo considerado como uno de los dos miembros más apreciados por Lewis junto con John Colter. Nacido de padre francocanadiense y madre shawnee en Detroit, Drouillard resultó ser el cazador más hábil de la expedición, sobre todo durante la dura invernada en Fort Clatsop. Después de la expedición, estuvo trampeando en las actuales Wyoming y Montana, trabajando para la compañía de Manuel Lisa, la Missouri Fur Company con la que había firmado en 1807. A menudo se aventuró solo, como John Colter, sobre todo a las cabeceras del río Big Horn, afluente del Yellowstone, y en los alrededores de los tres ramales del Misuri, donde fue salvajemente asesinado en mayo de 1810 por indios pies negros, en el área de Three Forks.

- John "Liver-Eating" Johnson (1824–1900)  fue uno de los más notables hombres de montaña de los últimos días. Johnson trabajó en Wyoming y Montana, trampeando el castor, el búfalo y el lobo. No afiliado a una compañía, Johnson negoció de forma independiente para obtener los precios por sus pieles. Elementos de su historia fueron retratados en la película Las aventuras de Jeremiah Johnson. Dennis McLelland escribió una biografía sobre él.

- Joseph Lafayette "Joe" Meek (1810–1875) fue un trampero, oficial de la ley y político en el país de Oregón y posteriormente territorio de Oregón de los Estados Unidos. Pionero que participó en el comercio de las pieles antes de establecerse en el Valle Tualatin, Meek jugaría un papel destacado en las Champoeg Meetings de 1843 donde fue elegido como sheriff. Más tarde sirvió en la Legislatura Provisional de Oregón antes de ser seleccionado como Marshal de Estados Unidos para el territorio de Oregón.

- Jedediah Smith (1799 - ca. 1831) fue un cazador, trampero y comerciante de pieles cuyas exploraciones fueron significativas en la apertura del Oeste americano para el asentamiento de europeos y estadounidenses. Smith es considerado el primer hombre de origen europeo que cruzó el futuro estado de Nevada; el primero que atravesó Utah de norte a sur y de oeste a este; y el primer estadounidense que entró en California por una ruta terrestre. También fue el primero en escalar la Sierra Nevada y en explorar el área desde San Diego a las orillas del río Columbia. Fue un hombre de negocios exitoso y un socio de pleno derecho en la Rocky Mountain Fur Company después de la salida de Ashley. Smith tenía cicatrices faciales notables por el ataque de un oso grizzly.

- William Lewis Sublette (1798 - 1845) cazador y trampero de pieles, pionero y hombre de montaña, que, con sus hermanos después de 1823, se convirtió en agente de la Rocky Mountain Fur Company (y más tarde en uno de sus dueños), explotando las riquezas del país de Oregón, que ayudó a establecer las mejores rutas más tarde mejoradas en la ruta de Oregón.